# 馮貞吉
馮貞吉（1592年11月3日—1642年），字湛元，號元復，河南開封府太康縣人，明朝政治人物。

## 生平
馮貞吉是天啟七年（1627年）的舉人第二名，崇禎七年（1634年）成進士，先在大理寺觀政，次年（1635年）獲授富平知縣，次年辭官歸家，教授士子不理時事，晚年衣食艱難；十五年（1642年）三月李自成軍隊包圍太康，他對謂妻子任氏說：「我讀書成進士接受官爵，於義沒有生存理由，你是婦人，生死之際應該自行決定。」任氏同意，次日太康城被攻破，夫婦一同投井而死，兒子馮昌辰一同自殺。

## 引用
1. 1 2  民國《太康縣志·卷十·人物傳下》：馮貞吉，字湛元，生而醇謹好讀書，時人目為書車，登崇禎甲戌進士，授陝西富平縣知縣，半載歸家，讀書課子不預外事，晚歲衣食或至艱窘，泊如此也。壬午三月闖賊圍太康，貞吉謂妻任氏曰：「吾讀書成進士受官爵，義無生理，汝為婦人，生死之際宜自審處。」任氏許之。次日城破，夫婦同投廡下井死，子昌辰從焉。
2. ↑  《崇禎七年甲戌科進士三代履歷》：馮貞吉，曾祖□，祖晟，父宗泰，元復，易一房，壬辰年十月初一日生，開封府太康縣人，甲子鄉試二名，會二百九十七名，三甲二百十五名，大理寺觀政，乙亥授富平知縣，丁丑閑住。